# Voijslav Tankosić
Vojislav Tankosić (in serbo Војислав Танкосић?; Ruklada, 20 settembre 1880 – Trstenik, 2 novembre 1915) è stato un militare e rivoluzionario serbo.

## Biografia

### Gioventù
Nato da una famiglia originaria della Krajina bosniaca, Tankosić terminò il ginnasio e la prestigiosa Accademia militare. Dimostrò un'elevata coscienza nazionale e si guadagnò la fiducia di Milorad Gođevac e degli altri leader cetnici. 
In un periodo di grande fervore nazionale tra le organizzazioni giovanili serbe, Tankosić cercò di ottenere la fiducia del generale Jovan Atanacković, che aveva iniziato a raccogliere volontari per l'insurrezione nella Vecchia Serbia e in Macedonia. Diventato uno degli uomini più fidati di Dragutin Dimitrijević "Apis", partecipò ad una serie di azioni insurrezionali. Nel marzo 1903 aiutò i leader delle manifestazioni contro il re Alessandro Obrenović di marzo a fuggire con le barche a Zemun, allora in territorio austro-ungarico. Come sottotenente poi, partecipò alla cospirazione e al colpo di stato di maggio che rovesciò Alessandro. In quest'occasione Tankosić, su mandato di "Apis", guidò il plotone d'esecuzione che giustiziò i fratelli della regina Draga, Nikola e Nikodije.
Come membro dell'Organizzazione cetnica serba, Tankosić si recò a Skopje, Bitola e Salonicco nell'inverno 1903-04, dove organizzò le azioni cetniche in Macedonia. Tankosić fu uno dei più importanti voivoda cetnici, oltre ad essere un eccellente tiratore. Partecipò alla vittoria di Čelopek, vicino a Kumanovo, il 16 aprile 1905, facendo parte della četa (unità) del vojvoda Savatije Milošević. Il 6 luglio 1905 ci fu una pausa nell'azione a causa della conclusione dell'unione doganale serbo-bulgara; Tankosić fu quindi riportato in Serbia, dove fu insignito dell'Ordine della Stella dei Karađorđević. Dalla seconda metà del 1905 all'ottobre 1907 frequentò e si diplomò all'Accademia militare di Belgrado. Nel 1907-08 fu capo di stato maggiore del Povardarje orientale, il che significava che comandava tutte le unità attive dal confine serbo al Vardar. Nel 1908 guidò l'attacco alle bande bulgare nel villaggio di Stracin, che per poco non causò una guerra tra Serbia e Bulgaria. Tornò a Belgrado nel luglio 1908.

### La guerriglia in Bosnia e l'ingresso nella Mano Nera

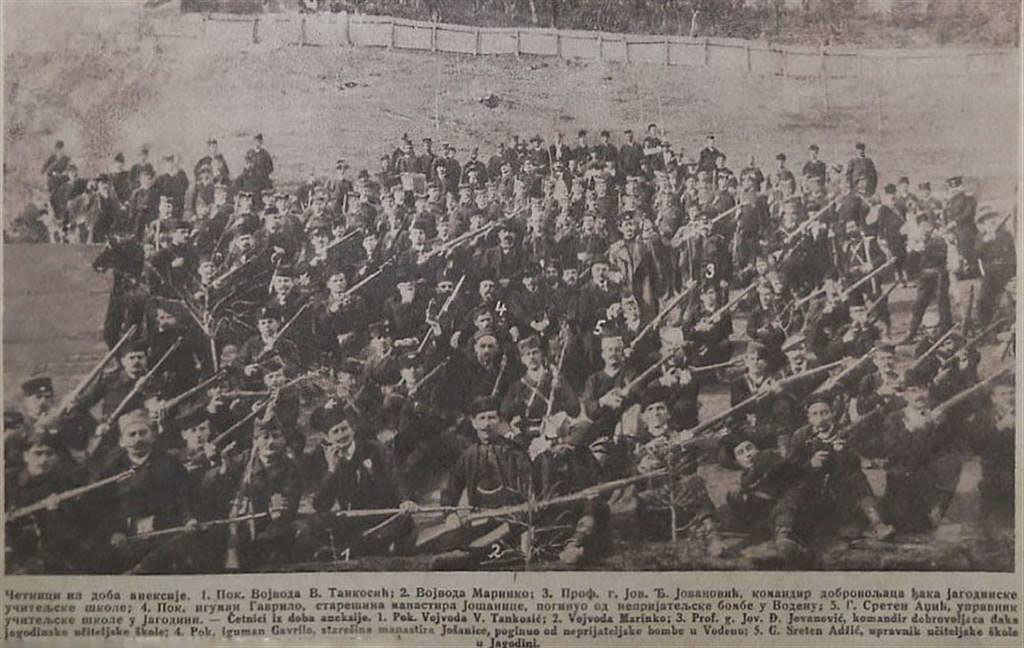
Cetnici durante la crisi bosniaca del 1908. Tankosić è indicato con il numero 1.

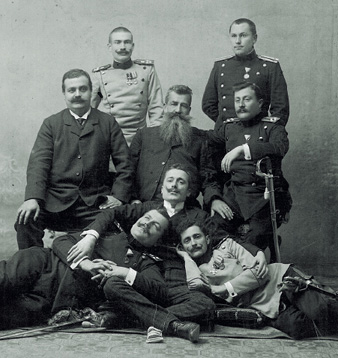
Membri della Mano Nera. "Apis" e Tankosić (con la divisa grigio chiara) sono sdraiati.

Dopo l'annessione austro-ungarica della Bosnia ed Erzegovina (6 ottobre 1908), Tankosić fondò una scuola cetnica a Prokuplje, in cui venivano addestrati volontari per eseguire operazioni speciali in Bosnia ed Erzegovina. Diffuse la rete in tutta la Bosnia-Erzegovina e reclutò volontari per un conflitto che riteneva inevitabile. Ciò era contrario alla politica del governo serbo, che temeva una reazione austro-ungarica. In Serbia furono organizzati circa 5.000 volontari. I giornali austriaci e ungheresi riportarono che in Serbia erano attive un migliaio di bande, composte ciascuna da 20 combattenti ben armati, e che ogni combattente avrebbe dato una delle sue due armi ai ribelli bosniaci. Tuttavia, quando la Serbia riconobbe l'annessione nel 1909, il campo di addestramento di Ćuprija fu chiuso; le conoscenze militari acquisite si riveleranno utili nella guerra a venire. Fu membro della Giovane Bosnia e uno dei fondatori di Unificazione o morte (popolarmente nota come "Mano nera"). Insieme a Bogdan Radenković e Ljuba Jovanović-Čupa, scrisse la costituzione dell'organizzazione, il cui scopo era combattere per l'unificazione della Grande Serbia.

### Le guerre balcaniche
Prima dello scoppio della guerra, nel marzo 1912, Tankosić fu trasferito al quartier generale delle truppe di frontiera, con il compito di addestrare i volontari che arrivavano da tutte le regioni abitate da serbi. Tankosić era molto severo nella selezione e su 2.000 candidati scelse solo 245 volontari. Il governo serbo cercò di usare gli albanesi contro i turchi e inviò Tankosić in Kosovo, dove consegnò armi ai leader albanesi. Insieme a Isa Boletini, guidò gli albanesi locali nel giugno e luglio 1912 nel conflitto con i turchi intorno a Mitrovica.
Nella prima guerra balcanica Tankosić comandò il distaccamento cetnico di Laplje. Il distaccamento iniziò a operare nelle retrovie turche due giorni prima dello scoppio della guerra, presso il posto di frontiera di Merdare, dove i cetnici e gli albanesi si scontrarono nella prima battaglia della guerra. Sembra che abbiano iniziato a combattere di propria iniziativa, senza l'approvazione dei superiori. È possibile che la Mano Nera temesse un accordo tra la Turchia e gli alleati balcanici, che avrebbe frenato la liberazione dei territori abitati dai serbi. I cetnici combatterono per tre giorni da soli, finché non si unì l'esercito serbo regolare. L'esercito serbo riportò la vittoria e i cetnici di Tankosić furono i primi a entrare a Pristina. Per questa ragione fu insignito dell'Ordine della Stella di Karađorđe con Spade e promosso al grado di maggiore.

### Il complotto contro Francesco Ferdinando

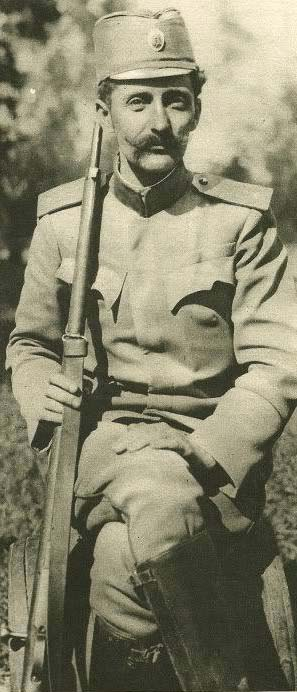
Tankosić con l'uniforme da maggiore.

Insieme agli altri membri della Mano Nera, Tankosić fece pressione sul governo serbo di Nikola Pašić prima della ratifica del trattato di Bucarest del 1913. Il governo cercò di porre in congedo Tankosić e "Apis", ma il re non era d'accordo. Il conflitto tra le autorità militari e civili, che covava nel 1913, si inasprì l'anno seguente, con minacce aperte ad alcuni ministri. Si sostiene che abbia partecipato all'addestramento degli assassini dell'arciduca Francesco Ferdinando, che abbia organizzato il contrabbando attraverso la Drina e che il suo agente Ciganović abbia fornito loro le armi. Dopo l'assassinio del 1914, il governo austro-ungarico diede un ultimatum al governo serbo, che riteneva responsabile dell'assassinio; Tankosić fu quindi imprigionato nel quartier generale della Divisione Danubiana I. Fu poi perdonato quando l'Austria attaccò la Serbia.

### Prima guerra mondiale
Dopo lo scoppio della prima guerra mondiale, Tankosić divenne comandante della Squadra dei volontari di Belgrado e poi della Squadra dei volontari di Rudnik. Durante la battaglia della Drina comandò una banda speciale di volontari e cetnici nel distaccamento Lim in Bosnia orientale, poi a Loznica, Krupanj, a Mačkov Kamen e in altri campi di battaglia. Successivamente comandò il distaccamento cetnico della Sava, creato da Jovan Babunski. L'unità combatté contro gli austro-ungarici nella tarda estate del 1914 e successivamente distrusse un ponte ferroviario sulla Sava per impedire alle forze austro-ungariche di attraversarlo.
Durante la ritirata dell'esercito serbo nel 1915, Tankosić fu ferito a morte a Igrište, vicino a Veliki Popović, il 31 ottobre 1915, mentre era al comando di un battaglione. Morì per le ferite riportate il 2 novembre 1915 all'età di 35 anni a Trstenik. I suoi soldati presero il suo corpo e lo seppellirono segretamente nel cimitero locale. Gli austriaci riuscirono a trovare il luogo di sepoltura, dissotterrarono il corpo e, dopo averlo identificato, lo fotografarono per i media per convincere l'opinione pubblica che era davvero morto. L'articolo, intitolato La fine di Tankosić, menzionava il trono serbo e l'ultimatum alla Serbia, e rivendicava la morte di Tankosić come una vittoria contro i loro avversari. 
I resti furono trasferiti dalla madre Milja, con l'aiuto dell'Associazione dei cetnici serbi, e sepolti nel Nuovo Cimitero di Belgrado nel 1922. La tomba si trova attualmente al IV lotto, nella terza fila, tomba n. 6. 6.